# 盃ヶ岳

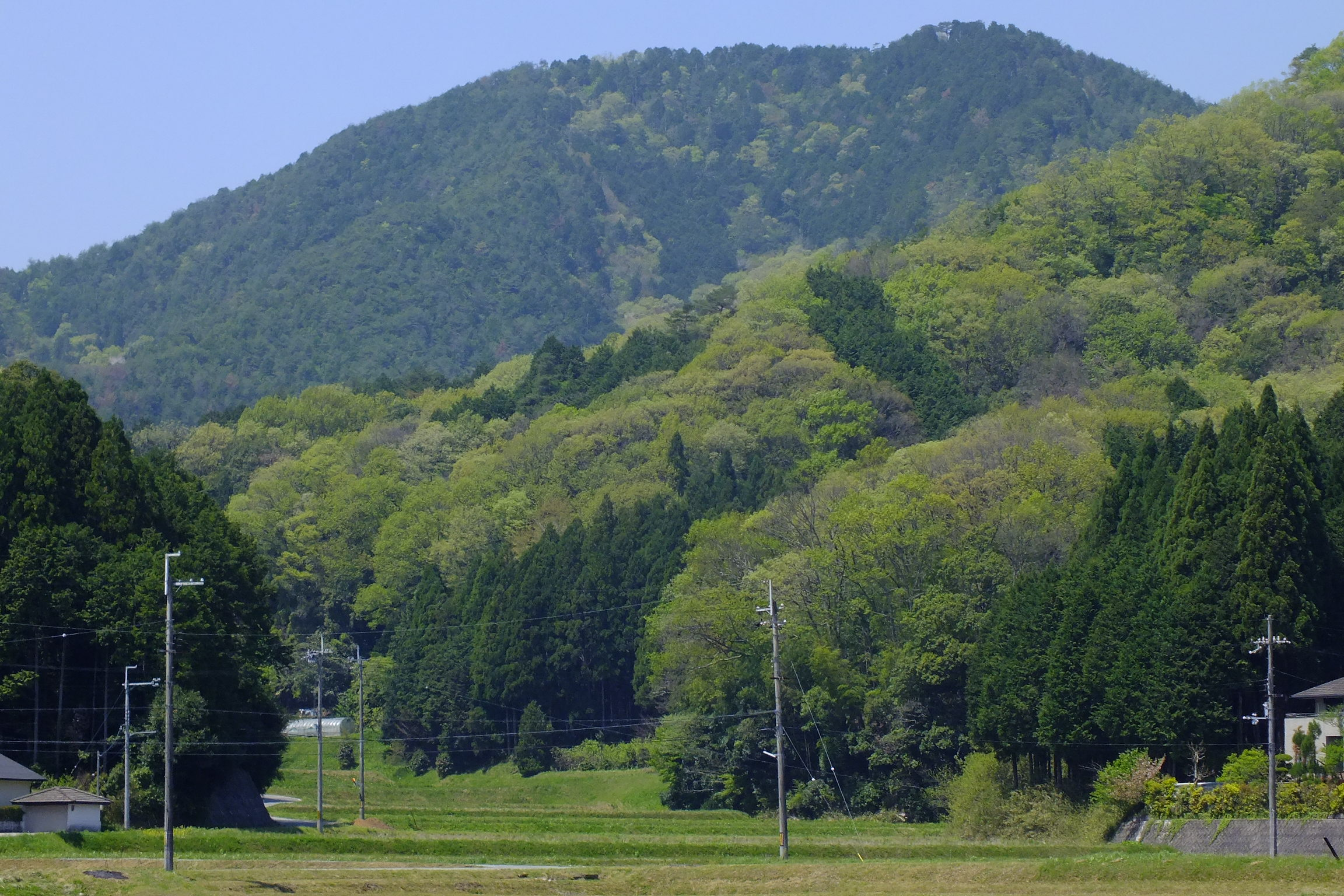
丹波篠山市藤岡から見る盃ヶ岳

盃ヶ岳（さかずきがたけ）は、兵庫県丹波篠山市にある標高497mの山。多紀連山の最前衛に位置する。雲海の名所として知られる。

## 概要

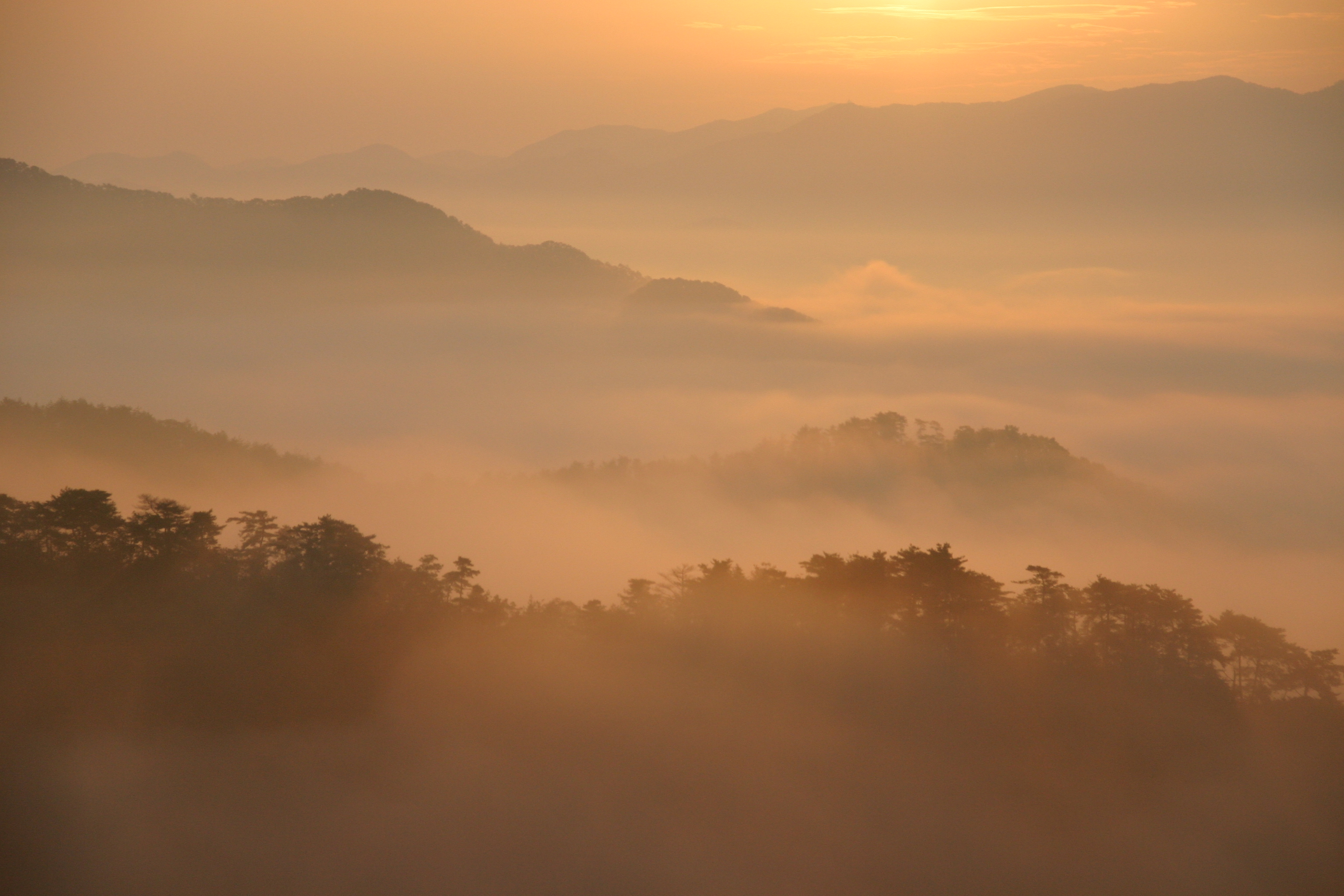
盃ヶ岳から見る雲海

盃をひっくり返したような山容がその名の由来。地元では盃山で通称される。関西100名山にも選定される三岳（793m）、小金ヶ嶽（725m）などの多紀連山の最前方の、篠山盆地を見下す位置にあり秋季から初冬にかけては篠山盆地にかかる朝霧（丹波霧）の形成する雲海を観察できる。雲海は篠山盆地の山の多くで見られるが、盃ヶ岳からは特にその位置関係から朝日と八上城が見える。
盃ヶ岳から法連坊山（479m）、岩谷観音のある五台山（589m）を経由し、多紀連山主峰の三岳・小金ヶ嶽へ連山を形成しており縦走が可能。多紀連山は、
鎌倉時代から室町時代にかけ、丹波修験道場として隆盛を極めた山であり、現在も多くの登山者、修験者が山行を行っている。

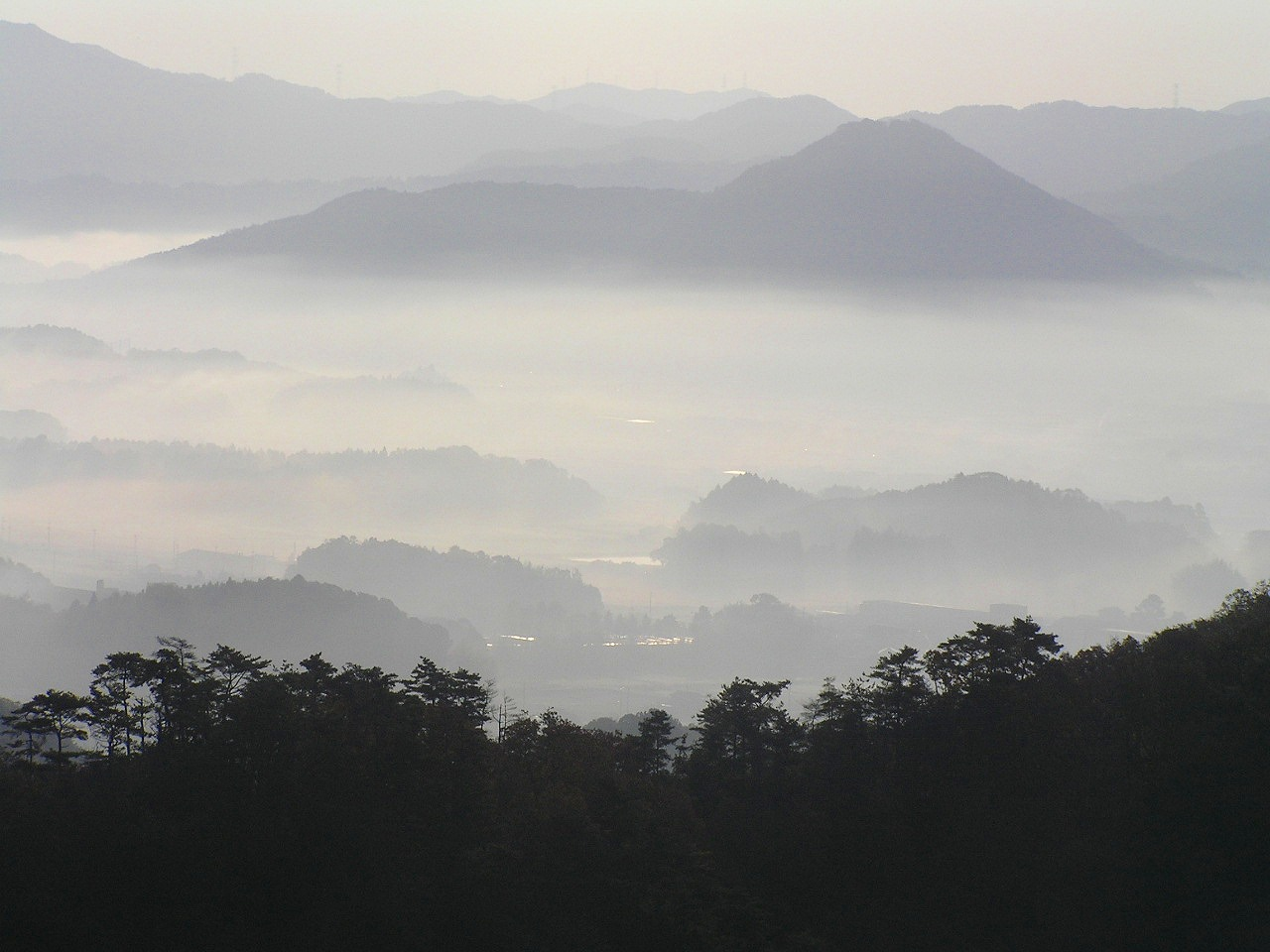
雲海に浮かび上がる八上城（高城山）

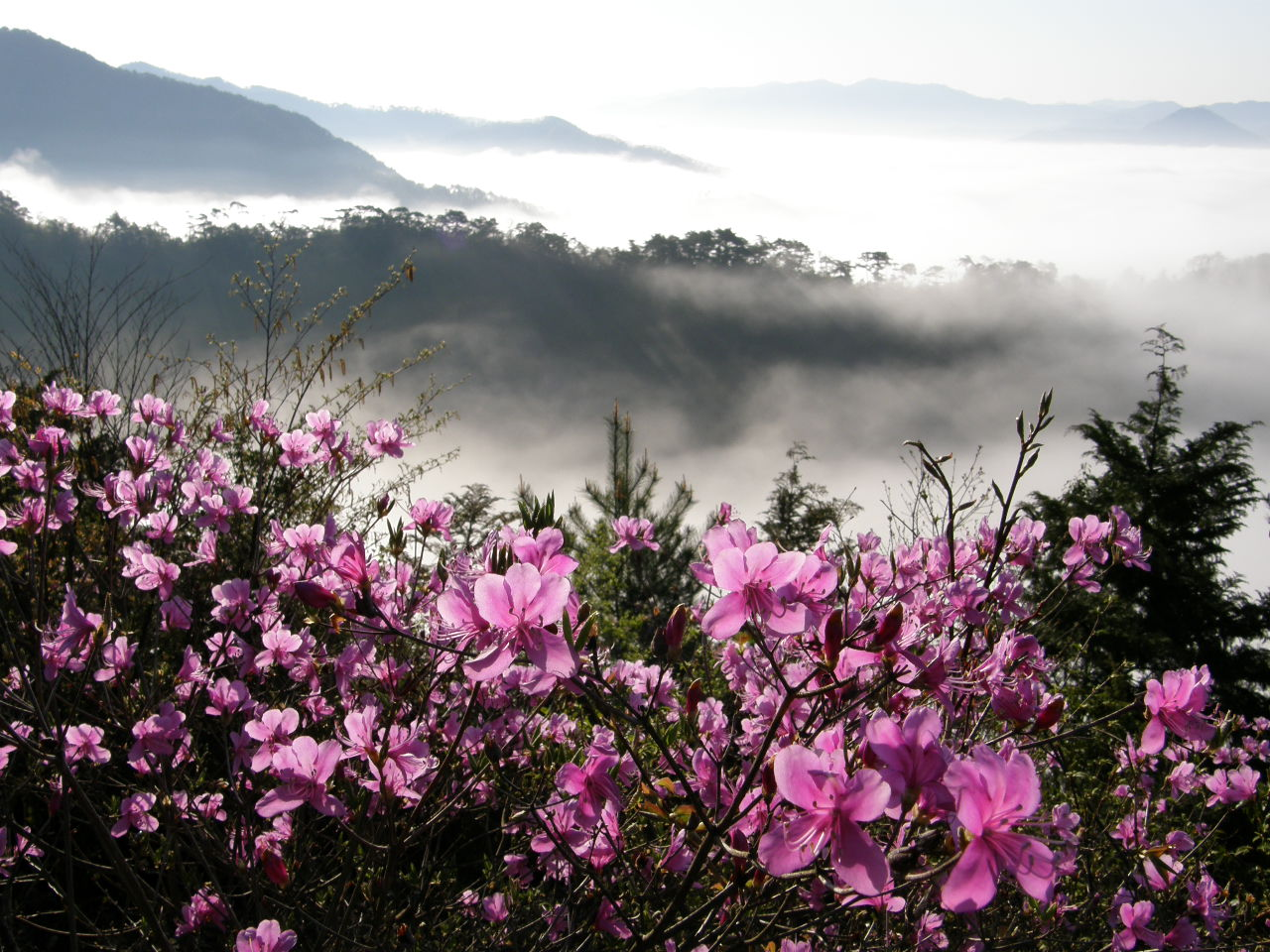
コバノミツバツツジの群生地としても知られる